# Tipula (Pterelachisus) subfutilis
Tipula (Pterelachisus) subfutilis is een tweevleugelige uit de familie langpootmuggen (Tipulidae). De soort komt voor in het Palearctisch gebied.